# التهويدة (فلم)
التهويدة (بالإنجليزية: The Lullaby)، هُو فيلم رعب جنوب أفريقي صدر سنة 2017 وأخرجه داريل رودت.

## وصلات خارجية
- التهويدة  في قاعدة بيانات الأفلام على الإنترنت (بالإنجليزية)